# Movimento (album)
Movimento è il sesto album in studio del gruppo Madredeus, pubblicato nel 2001.

## Tracce
1. Anseio (Fuga Apressada) - 3:40
2. Ecos Na Catedral - 6:24
3. Afinal - a minha Canção - 6:06
4. O Labirinto Parado - 4:13
5. O Olhar - 4:39
6. A Lira/Solidão No Oceano - 4:46
7. A Segredo Do Futuro - 5:05
8. A Quimera Magalhães -  5:04
9. Graca - A Última Ciência - 3:20
10. A Vida Boa - 4:01
11. Um Raio de Luz Ardente - 6:06
12. A Capa Negra - 3:36
13. Palpitacao - 5:23
14. Ergue-Te Ao Sol - 5:38
15. Vozes No Mar - 5:25
16. Tarde, Por Favor - 3:46

## Formazione
- Teresa Salgueiro - voce
- Fernando Judice - basso
- Pedro Ayres Magalhães - chitarra acustica
- José Peixoto - chitarra acustica
- Carlos Maria Trindade - sintetizzatore